# William Gargan
William Dennis Gargan (ur. 17 lipca 1905 w Nowym Jorku, zm. 17 lutego 1979) – amerykański aktor filmowy i telewizyjny, nominowany do Oscara za drugoplanową rolę w filmie They Knew What They Wanted (1940).

## Filmografia
- 1932: Grzech
- 1933: Nocny lot
- 1936: Mleczna droga
- 1940: They Knew What They Wanted
- 1941: Keep ’Em Flying
- 1942: Abbott i Costello – Kto to zrobił?
- 1945: Dzwony Najświętszej Marii Panny